# Балатопар
Балатопа́р (каз. Балатопар) — село у складі Балхаського району Алматинської області Казахстану. Адміністративний центр Балатопарського сільського округу.
Населення — 1598 осіб (2021; 1918 у 2009, 1836 у 1999, 2114 у 1989).